# Edmonton Oilers
Az Edmonton Oilers Alberta tartomány Edmonton városának profi jégkorongcsapata. A csapat a National Hockey League nyugati főcsoportjában játszik a Csendes-óceáni divízióban. Edmonton öt alkalommal – 1984-ben, 1985-ben, 1987-ben, 1988-ban és 1990-ben – nyert Stanley-kupát. A klub hazai mérkőzéseiket a Rogers Place-ban bonyolítják le.

## Klubrekordok
Pályafutási rekordok (csak az Oilers-zel)
- Legtöbb mérkőzés: 1037, Kevin Lowe
- Legtöbb gól: 583, Wayne Gretzky
- Legtöbb gól (hátvéd): 209, Paul Coffey
- Legtöbb gólpassz: 1086, Wayne Gretzky
- Legtöbb gólpassz (hátvéd): 460, Paul Coffey
- Legtöbb pont: 1669, Wayne Gretzky
- Legtöbb pont (hátvéd): 669, Paul Coffey
- Legtöbb kiállításperc: 1747, Kelly Buchberger

Szezonrekordok
- Legtöbb gól: 92, Wayne Gretzky (1981–1982) (NHL-rekord)
- Legtöbb gól (hátvéd): 48, Paul Coffey (1985–1986)
- Legtöbb gólpassz: 163, Wayne Gretzky (1985–1986) (NHL-rekord)
- Legtöbb gólpassz (hátvéd): 90, Paul Coffey (1985–1986)
- Legtöbb pont: 215, Wayne Gretzky (1985–1986) (NHL-rekord)
- Legtöbb pont (hátvéd): 138, Paul Coffey (1985–1986)
- Legtöbb kiállításperc: 286, James Stephen Smith (1987–1988)

Kapusrekordok – pályafutás
- Legtöbb mérkőzés: 449, Bill Ranford
- Legtöbb shutout: 23, Tommy Salo
- Legtöbb győzelem: 226, Grant Fuhr

## Jelenlegi keret
2020. december 06.

### Kapusok
- 33  Anton Forsberg
- 19  Mikko Koskinen
- 41  Mike Smith

### Hátvédek
- 6  Adam Larsson (Alternatív Kapitány)
- 4  Kris Russell
- 82  Caleb Jones
- 22  Tyson Barrie
- 25  Darnell Nurse (Alternatív Kapitány)
- 77  Oscar Klefbom

### Csatárok
- 97  Connor McDavid (Kapitány)
- 8  Kyle Turris
- 26  Alan Quine
- 63  Tyler Ennis
- 29  Leon Draisaitl (Alternatív Kapitány)
- 93  Ryan Nugent-Hopkins (Alternatív Kapitány)
- 16  Jujhar Khaira
- 18  James Neal
- 44  Zack Kassian
- 56  Kailer Yamamoto
- 39  Alex Chiasson
- 15  Josh Archibald

## Visszavonultatott mezszámok
- 3 Al Hamilton (1980. október 10.)
- 4 Kevin Lowe (2021. november 5.)[3]
- 7 Paul Coffey (2005. október 18.)
- 9 Glenn Anderson (2009. január 18.)
- 11 Mark Messier (2007. február 27.)
- 17 Jari Kurri (2001. október 6.)
- 31 Grant Fuhr (2003. október 9.)
- 99 Wayne Gretzky (1999. október 1.)